# Caffrowithius natalicus
Espèce
Synonymes
- Plesiochernes natalicus Beier, 1956

Caffrowithius natalicus est une espèce de pseudoscorpions de la famille des Chernetidae.

## Distribution
Cette espèce est endémique du KwaZulu-Natal en Afrique du Sud. Elle se rencontre vers Pietermaritzburg.

## Étymologie
Son nom d'espèce lui a été donné en référence au lieu de sa découverte, le Natal.

## Publication originale
- Beier, 1956 : A new phagophilous Plesiochernes (Pseudoscorpionidea) from Natal. Annals of the Natal Museum, vol. 13, p. 437-439